# Oscaruddelingen 1981
Oscaruddelingen 1981 var den 53. oscaruddeling, hvor de bedste film fra 1980 blev hædret af Academy of Motion Picture Arts and Sciences. Uddelingen blev afholdt 31 marts 1981 i Dorothy Chandler Pavilion i Los Angeles, Californien, USA. Værten var komikeren og talkshow-værten Johnny Carson for tredje år i stræk.

## Vindere og nominerede
Vindere står øverst, er skrevet i fed.
| Bedste film | Bedste instruktør |
| --- | --- |
| - En ganske almindelig familie – Ronald L. Schwary, producer - Coal Miner's Daughter – Bernard Schwartz, producer - Elefantmanden – Jonathan Sanger, producer - Tyren fra Bronx – Robert Chartoff and Irwin Winkler, producers - Tess – Claude Berri, producer; Timothy Burrill, co-producer                                                                                  | - Robert Redford – En ganske almindelig familie - David Lynch – Elefantmanden - Martin Scorsese – Tyren fra Bronx - Richard Rush – Med livet som indsats - Roman Polanski – Tess |
| Bedste mandlige hovedrolle | Bedste kvindelige hovedrolle |
| - Robert De Niro – Tyren fra Bronx som Jake LaMotta - Robert Duvall – En helvedes karl som Lt. Col. Wilbur "Bull" Meechum - John Hurt – Elefantmanden som Joseph Merrick - Jack Lemmon – Han skal leve! som Scottie Templeton - Peter O'Toole – Med livet som indsats som Eli Cross                                                                                           | - Sissy Spacek – Coal Miner's Daughter som Loretta Lynn - Ellen Burstyn – Resurrection som Edna Mae McCauley - Goldie Hawn – Rekrut Benjamin som Judy Benjamin - Mary Tyler Moore – En ganske almindelig familie som Beth Jarrett - Gena Rowlands – Gloria som Gloria Swenson |
| Bedste mandlige birolle | Bedste kvindelige birolle |
| - Timothy Hutton – En ganske almindelig familie som Conrad Jarrett - Judd Hirsch – En ganske almindelig familie som Dr. Tyrone C. Berger - Michael O'Keefe – En helvedes karl som Ben - Joe Pesci – Tyren fra Bronx som Joey LaMotta - Jason Robards – Melvin og Howard som Howard Hughes                                                                                     | - Mary Steenburgen – Melvin og Howard som Lynda West Dummar - Eileen Brennan – Rekrut Benjamin som Doreen Lewis - Eva Le Gallienne – Resurrection som Pearl - Cathy Moriarty – Tyren fra Bronx som Vikki Thailer Lamotta - Diana Scarwid – Ta' det med et smil som Louise |
| Bedste originale manuskript | Bedste manuskript baseret på materiale fra et andet medie |
| - Melvin og Howard – Bo Goldman - Brubaker - en bombe under systemet – Manuskript af W. D. Richter; Historie af W. D. Richter og Arthur Ross - Fame – Christopher Gore - Min onkel fra Amerika – Jean Gruault - Rekrut Benjamin – Nancy Meyers, Charles Shyer og Harvey Miller                                                                                                | - En ganske almindelig familie – Alvin Sargent baseret på romanen af Judith Guest - Stærke viljer – Jonathan Hardy, David Stevens og Bruce Beresford baseret på skuespillet af Kenneth G. Ross - Coal Miner's Daughter – Thomas Rickman baseret på selvbiografien af Loretta Lynn med George Vecsey - Elefantmanden – Christopher De Vore, Eric Bergren og David Lynch baseret på bøgerne The Elephant Man and Other Reminiscences af Sir Frederick Treves og The Elephant Man: A Study in Human Dignity af Ashley Montagu - Med livet som indsats – Manuskript af Lawrence B. Marcus; Adapteret af Richard Rush baseret på romanen The stunt man af Paul Brodeur |
| Bedste fremmedsprogede film | Bedste dokumentar |
| - Moskva tror ikke på tårer (USSR) - Bizalom (Ungarn) - Kagemusha - Krigerens skygge (Japan) - Den sidste metro (Frankrig) - El nido (Spanien) | - From Mao to Mozart: Isaac Stern in China – Murray Lerner - Agee – Ross Spears - The Day After Trinity – Jon H. Else - Front Line – David Bradbury - Der gelbe Stern - Ein Film über die Judenverfolgung 1933-1945 – Bengt von zur Muehlen og Arthur Cohn |
| Bedste korte dokumentar | Bedste kortfilm |
| - Karl Hess: Toward Liberty – Roland Hallé og Peter Ladue - Don't Mess with Bill – John Watson og Pen Densham - The Eruption of Mount St. Helens! – George Casey - It's the Same World – Dick Young - Luther Metke a los 94 – Richard Hawkins og Jorge Preloran | - The Dollar Bottom – Lloyd Phillips - Fall Line – Bob Carmichael and Greg Lowe - A Jury of Her Peers – Sally Heckel |
| Bedste korte animationsfilm | Bedste musik |
| - A légy – Ferenc Rofusz - Tout rien – Frédéric Back - History of the World in Three Minutes Flat – Michael Mills | - Fame – Michael Gore - Eksperimentet – John Corigliano - Elefantmanden – John Morris - Star Wars Episode V: Imperiet slår igen – John Williams - Tess – Philippe Sarde |
| Bedste sang | Bedste lyd |
| - "Fame" fra Fame – Musik af Michael Gore; Tekst af Dean Pitchford - "9 to 5" fra Ni til fem – Musik og tekst af Dolly Parton - "On the Road Again" fra On the Road Again – Musik og tekst af Willie Nelson - "Out Here on My Own" fra Fame – Musik af Michael Gore; Tekst af Lesley Gore - "People Alone" from Konkurrencen – Musik af Lalo Schifrin; Tekst af Will Jennings | - Star Wars Episode V: Imperiet slår igen – Bill Varney, Steve Maslow, Gregg Landaker og Peter Sutton - Eksperimentet – Arthur Piantadosi, Les Fresholtz, Michael Minkler og Willie D. Burton - Coal Miner's Daughter – Richard Portman, Roger Heman og Jim Alexander - Fame – Michael J. Kohut, Aaron Rochin, Jay M. Harding og Chris Newman - Tyren fra Bronx – Donald O. Mitchell, Bill Nicholson, David J. Kimball og Les Lazarowitz |
| Bedste kostumer | Bedste scenografi |
| - Tess – Anthony Powell - Elefantmanden – Patricia Norris - Min brillante karriere – Anna Senior - Somewhere in Time – Jean-Pierre Dorleac - Vulkanøen – Paul Zastupnevich | - Tess – Pierre Guffroy og Jack Stephens - Coal Miner's Daughter – John W. Corso og John M. Dwyer - Elefantmanden – Stuart Craig, Robert Cartwright og Hugh Scaife - Star Wars Episode V: Imperiet slår igen – Norman Reynolds, Leslie Dilley, Harry Lange, Alan Tomkins og Michael Ford - Kagemusha - Krigerens skygge – Yoshirō Muraki |
| Bedste fotografering | Bedste klipning |
| - Tess – Geoffrey Unsworth (posthum pris) og Ghislain Cloquet - Den Blå Lagune – Néstor Almendros - Coal Miner's Daughter – Ralf D. Bode - Den hemmelige formel – James Crabe - Tyren fra Bronx – Michael Chapman | - Tyren fra Bronx – Thelma Schoonmaker - Coal Miner's Daughter – Arthur Schmidt - Konkurrencen – David Blewitt - Elefantmanden – Anne V. Coates - Fame – Gerry Hambling |

### Academy Honorary Award
- Henry Fonda

### Special Achievement Award
- Star Wars Episode V: Imperiet slår igen (Brian Johnson, Richard Edlund, Dennis Muren og Bruce Nicholson) for Visuelle effekter